# Northland (vùng)

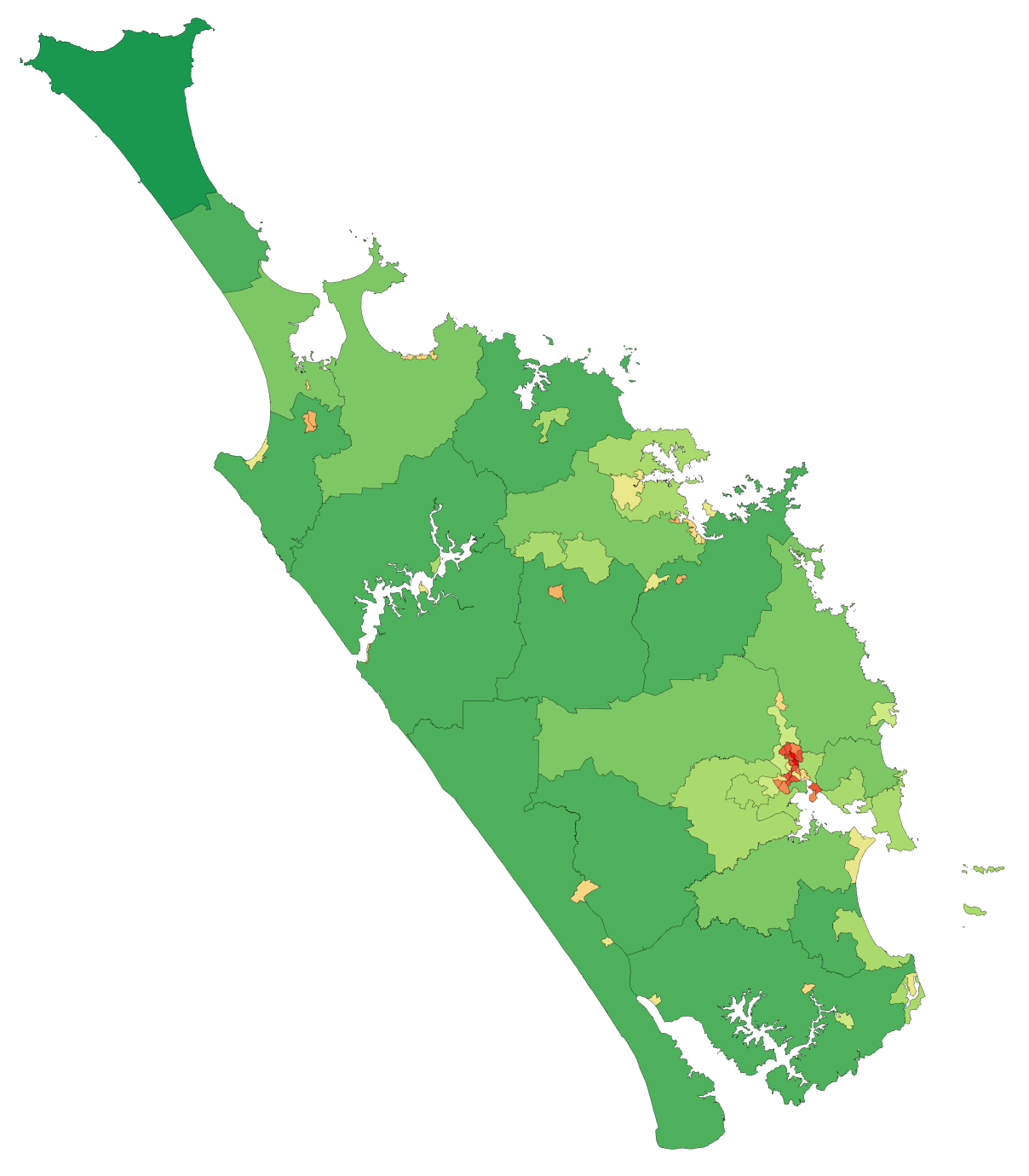
Bản đồ mật độ dân số Vùng Northland theo điều tra dân số năm 2006

Vùng Northland (tiếng Māori: Te Tai Tokerau, cũng như Te Hiku-o-te-Ika, nghĩa là "Đuôi con Cá" (trong truyện Maui)) là vùng phía Bắc nhất trong 16 vùng của New Zealand. Người New Zealand đôi khi gọi là Far North, hoặc Winterless North vì khí hậu ấm áp ở đây. Trung tâm đông dân nhất là thành phố Whangarei và thị trấn lớn nhất Kerikeri.

## Địa lý
Vùng Northland chiếm khoảng 80% chiều dài (tức 265 Km) trên tổng số 330 Km chiều dài của Bán đảo Northland, phần còn lại của bán đảo thuộc Vùng Auckland. Kéo dài ra thành một đường thẳng ở phía bắc, với nơi hẹp nhất chỉ 15 Km, thuộc thị trấn Wellsford, rồi mở rộng ra trên toàn bộ phần diện tích còn lại, chiếm tổng diện tích 13,940 km², tức hơn 5% tổng diện tích của nước này. Phía tây giáp Biển Tasman, và phía đông là Thái Bình Dương. Phần lớn diện tích là đồi núi. Đất trồng trọt và rừng chiếm hơn một nửa diện tích, và đó cũng là hai ngành công nghiệp chính của vùng này.
| #  | Cộng đồng với hơn 1,000 người | 2014   |
| -- | ----------------------------- | ------ |
| 1  | Whangarei (city)              | 54,400 |
| 2  | Kerikeri                      | 7,110  |
| 3  | Kaitaia                       | 5,580  |
| 4  | Dargaville                    | 4,780  |
| 5  | Kaikohe                       | 4,370  |
| 6  | Ruakaka                       | 2,916  |
| 7  | Paihia                        | 1,880  |
| 8  | Mangawhai                     | 1,665  |
| 9  | Taipa-Mangonui                | 1,800  |
| 10 | Moerewa                       | 1,600  |
| 11 | Waipu                         | 1,490  |
| 12 | Hikurangi                     | 1,420  |
| 13 | Kawakawa                      | 1,400  |

## Khí hậu
Vùng Northland có khí hậu cận nhiệt đới đại dương với mùa hè ấm áp và mùa đông mát dịu. Do điều kiện vĩ độ và độ cao trung bình thấp, Northland là vùng có nhiệt độ trung bình hàng năm cao nhất nước. Tuy nhiên, giống như các vùng khác của New Zealand, điều kiện khí hậu có nhiều biến động. Vào mùa hè, nhiệt độ khoảng từ 22 °C đến 26 °C, thỉnh thoảng lên trên 30 °C. Còn mùa đông, nhiệt độ tối đa thay đổi trong khoảng từ 14 °C và 20 °C.

## Chính quyền
Vùng Northland đã được quản lý bởi Hội đồng Vùng Northland từ 1989 đến nay. Trụ sở của hội đồng đang ở Whangarei.
Các thành viên của hội đồng đại diện cho 7 khu vực cử tri: Te Hiku, Bắc Coastal, Trung Coastal, Nam Coastal, Thành phố Whangarei, Kaipara và Hokianga-Kaikohe.
Có ba chính quyền trực thuộc ở vùng này:
- Hội đồng Far North District, đặt ở Kaikohe.
- Hội đồng Whangarei District, đặt ở trung tâm thành phố.
- Hội đồng Kaipara District, đặt ở Dargaville.

## Kinh tế
GDP trong nước của Vùng Northland ước lượng khoảng 3.243 tỷ đô la Mỹ vào năm 2003, chiếm 2% GDP của New Zealand.

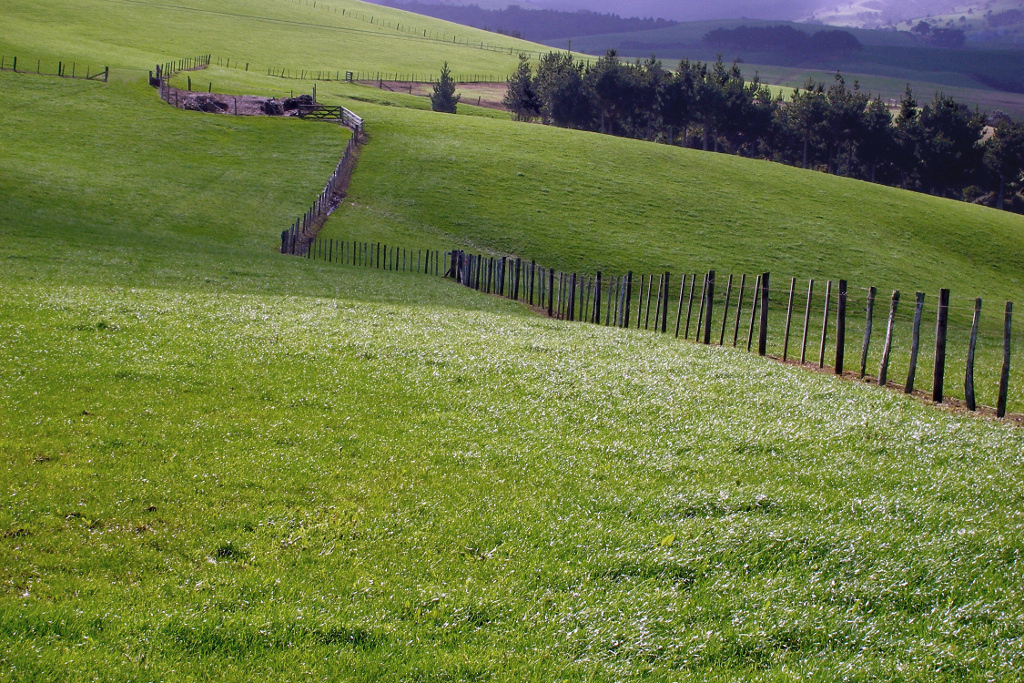
Hàng rào ở một nông trại cừu

Kinh tế của vùng chủ yếu dựa vào nông nghiệp (nhất là nuôi bò và cừu), đánh bắt hải sản, lâm nghiệp, và trồng trọt. Các loại quả cam chanh gần đây được xem là mảng công nghiệp chính tiếp theo, với chanh, cam và tamarillos. Bơ cũng được biết đến rộng khắp, cũng như khoai lang (đặc biệt là ở Ruawai của quận Kaipara). Ô liu cũng được trồng nhiều ở Bán đảo Aupouri.